# Charadrius javanicus
El chorlitejo javanés (Charadrius javanicus) es una especie de ave caradriforme de la familia Charadriidae que habita únicamente en las islas de Java, Las islas menores de la Sonda, y el sur de Sumatra y Célebes, en Indonesia.
Habita en las costas arenosas y en las llanuras intermareales, donde se alimenta de pequeños invertebrados.